# Jens Hegeler
Jens Hegeler (Keulen, 22 januari 1988) is een Duits voetballer die als centrale middenvelder speelt. Hij tekende in mei 2014 een driejarig contract bij Hertha BSC, dat een niet bekendgemaakt bedrag voor hem betaalde aan Bayer Leverkusen.

## Clubcarrière
In juni 2006 sloot Hegeler zich aan in de jeugdacademie van Bayer Leverkusen. Op 7 januari 2009 werd hij voor anderhalf seizoen uitgeleend aan FC Augsburg. In juli 2010 werd besloten om hem opnieuw uit te lenen, ditmaal aan FC Nürnberg. Hegeler speelde in twee seizoenen 65 wedstrijden voor Beierse club. Sinds juli 2012 hoort hij bij de A-selectie van Bayer Leverkusen. Op 28 november 2012 scoorde hij zijn eerste doelpunt voor Bayer Leverkusen, tegen Werder Bremen.

## Interlandcarrière
Hegeler kwam viermaal uit voor Duitsland -21. Hij debuteerde op 11 augustus 2009 tegen Turkije -21 als Duits jeugdinternational.